# ويليام ماكورميك
ويليام ماكورميك (بالإنجليزية: William McCormick)‏ هو دبلوماسي وصاحب مطعم أمريكي، ولد في 18 أغسطس 1939.

## وصلات خارجية
- ويليام ماكورميك على موقع إن إن دي بي (الإنجليزية)